# Струнгарі
Струнгарі (рум. Strungari) — село у повіті Алба в Румунії. Входить до складу комуни Піану.
Село розташоване на відстані 257 км на північний захід від Бухареста, 25 км на південь від Алба-Юлії, 102 км на південь від Клуж-Напоки.

## Населення
За даними перепису населення 2002 року у селі проживали 243 особи, з них 241 особа (99,2%) румунів. Усі жителі села рідною мовою назвали румунську.